# Carolyn Pickles
 (juillet 2016).
Si vous disposez d'ouvrages ou d'articles de référence ou si vous connaissez des sites web de qualité traitant du thème abordé ici, merci de compléter l'article en donnant les références utiles à sa vérifiabilité et en les liant à la section « Notes et références ».
Carolyn Pickles est une actrice anglaise née le 8 février 1952 à Wakefield, au Royaume-Uni.

## Biographie

### Carrière
En 1986, elle Margaret Kelly dans une série réalisée par la BBC.

## Filmographie
- 1979 : Tess : Marian
- 1984 : Nuits secrètes : Muscle Templeton
- 2001 : Les Vacances d'Hercule Poirot : Emily Brewster
- 2001 - 2002 : Hercule Poirot : Emily Brewster
- 2010 : Harry Potter et les Reliques de la Mort, partie 1 : Charity Burbage
- 2010 - 2011 : Inspecteur Barnaby : Wendy Minchin
- 2013 : Broadchurch : Maggie Radcliff, rédactrice en chef du journal local